# Natuurlijke theologie
Natuurlijke theologie is de leer die handelt over (de mogelijkheid van) kennis over God via de natuur en de rede, de door God geschapen werkelijkheid. Daarom noemt men de natuurlijke theologie ook wel wijsgerige godsleer of filosofische theologie. In tegenstelling tot de 'niet-natuurlijke' theologie maakt men in de natuurlijke theologie geen gebruik van openbaringen of heilige schriften, die men traditioneel als bovennatuurlijk beschouwt.
Om de mogelijkheid voor het bedrijven van natuurlijke theologie te ondersteunen wordt in de christelijke theologie meestal verwezen naar Genesis 1 en 2, het scheppingsverhaal. Als God de wereld schiep, moet deze schepping zijn signatuur dragen. Bovendien: als de mens is geschapen naar Gods beeld, kan hij ook tot redelijke kennis over God komen.

## Natuurlijke theologie in de Oudheid
Natuurlijke theologie ontstond in de westerse cultuur als onderdeel van de Griekse filosofie. Vanaf Plato werd het wijsgerig spreken over God een belangrijk aandachtspunt. Naast Plato hebben vooral Aristoteles en het neoplatonisme veel invloed gehad op de christelijke theologie.
Volgens Augustinus moeten we God zoeken in het hoogtepunt van de schepping: de mens. Op basis van neoplatoonse filosofie veronderstelt Augustinus dat het redenerende verstand het hoogste menselijke orgaan is waar we sporen van God, of beter gezegd de goddelijke drie-eenheid, mogen verwachten.

## Natuurlijke theologie in de Middeleeuwen
In hoeverre men wijsgerig kon spreken over God, werd vanaf de Middeleeuwen een belangrijk discussiepunt onder theologen. Voornamelijk het belang van de erfenis van Aristoteles werd ter discussie gesteld.
Thomas van Aquino onderscheidt een zuiver natuurlijke kennis van God, die onder meer blijkt uit de zogenaamde godsbewijzen, van de kennis die wordt verworven uit een bovennatuurlijke openbaring (Jezus Christus, de Bijbel, de traditie): eerst door de bovennatuurlijke openbaring wordt kennis van de drie-eenheid verkregen. De natuurlijke kennis is zonder de hulp van de openbaring niet geheel en tijdig te bereiken; de openbaring raakt God zelf in zijn eigen werkelijkheid, die voor het natuurlijke weten altijd geheim is. Door Thomas van Aquino verwierf de natuurlijke theologie een belangrijke status in de katholieke theologie.

## Natuurlijke theologie in de Reformatie
De reformatie was deels een beweging die zich afzette tegen de theologie van de Middeleeuwen, de scholastiek en zijn bondgenoot de natuurlijke theologie. Voor veel hervormers bezoedelde de natuurlijke theologie het christendom, omdat deze te veel een beroep deed op niet-christelijke bronnen.
Calvijn zegt dat wij tot een eerste en eenvoudige godskennis zouden komen uit de natuur "indien Adam in de staat der rechtheid was gebleven". Derhalve is onze natuurlijke godskennis onvolmaakt, verward en soms tegenstrijdig, maar zij is er wel in voldoende mate om de mensheid ieder excuus om Gods wil te negeren, te ontnemen. Als bronnen van natuurlijke godskennis noemt Calvijn "een besef van godheid in ieder mens" en "de ervaring en doordenking van de orde in het heelal". De schrift nu verheldert en versterkt deze algemene openbaring: "De kennis van God die getoond wordt in de ordening van de wereld en haar schepselen wordt nog duidelijker en betrouwbaarder uitgelegd door het Woord."

## Natuurlijke theologie in de moderne tijd en tijdens de Verlichting
Baruch Spinoza wordt beschouwd als de vader van de Verlichting. Hij publiceerde in 1670 anoniem de Tractatus theologico-politicus, waarin hij vele contradicties in de Bijbel blootlegt en argumenteert dat de religie en de filosofie strikt gescheiden moeten zijn; dat de theologen moeten erkennen dat het niet mogelijk is contradictorisch te denken en derhalve de Bijbel niet onbetwijfelbaar is; en dat het mogelijk, zelfs noodzakelijk is, de vrijheid van de filosofie toe te staan, om de vroomheid en de vrede in de staat te bewaren. Spinoza wijst in zijn Ethica, en eigenlijk al eerder, in de Tractatus de intellectus emendatione, de voorstelling van God als een transcendente autoriteit af, en ontwikkelt de zienswijzen van onder meer Descartes en Anselmus van Canterbury verder door God op te vatten als een substantie, die evenzeer als uitgebreid wezen (extensio) en als denkend wezen (cogitatio) opgevat kan worden, en die bovendien oneindig vele andere attributen bezit. Alle dingen (of hoedanigheden) zijn in hem en niets is buiten hem. God is de Natuur, zo wordt zijn filosofie vaak samengevat. Het is volgens hem derhalve onmogelijk God te haten en noodzakelijk God lief te hebben; echter, niet de God die door de theologen uit de joodse of christelijke openbaringen wordt afgeleid, maar de enige God, die een mens helder en welonderscheiden kan denken, namelijk de enige substantie, waarin de geworden natuur bestaat.
Vanaf de 18de eeuw maakte het argument van ontwerp opgang als verweermiddel tegen het opkomend ongeloof door fysicotheologen als Bernard Nieuwentijt. David Hume had sterke kritiek op dit soort argumenten, aangezien causale en teleologische redeneringen volgens hem slechts gronden voor waarschijnlijkheid, en niet voor zekerheid zijn.
In de Kritik der reinen Vernunft (1781) weerlegt Immanuel Kant alle mogelijke godsbewijzen. Het falen van alle godsbewijzen kan volgens hem tot één simpele denkfout herleid worden, namelijk tot een ongerechtvaardigde overgang van het domein van het noumenale naar het domein van het fenomenale, oftewel, eenvoudiger gesteld, door het verwarren van denken en zijn. Deze fout is bijvoorbeeld terug te vinden in het type argument, dat Kant het ontologische bewijs noemt, en die tot dan toe als het sterkste beschouwd werd; voorbeelden hiervan  zijn onder meer te vinden bij Thomas van Aquino en Anselmus van Canterbury. In de formulering van Anselmus komt dit bewijs hierop neer, dat God, gedefinieerd als datgene dan wat niets hoger gedacht kan worden noodzakelijkerwijs moet bestaan: immers, als datgene dan wat niets hoger gedacht kan worden niet werkelijk bestaat, dan kan er iets hogers gedacht worden, namelijk datgene dan wat niets hoger gedacht kan worden en dat wel bestaat. Deze redenering lijkt voor een scholasticus of een leek weliswaar plausibel, maar is in het modernistische dualisme verwerpelijk; Existentie is geen eigenschap, aldus formuleerde Kant zijn bezwaar. De denkcategorieën die wij aan de werkelijkheid "opleggen" komen niet noodzakelijkerwijs overeen met het wezen van de werkelijkheid als zodanig.
Deze weerlegging van alle godsbewijzen was voor sommige theologen en religieuze filosofen een domper. Kant had hiermee echter niet de bedoeling om de natuurlijke religie haar fundamenten te ontnemen. In zijn tweede kritiek (1788), die in tegenstelling tot de eerste kritiek niet over de theoretische rede, maar over de praktische rede handelt, stelt hij dat aan de ethiek noodzakelijkerwijs drie postulaten ten grondslag liggen: het geloof in de onsterfelijkheid van de ziel, het geloof in de vrije wil en het geloof in God, waarbij het laatste object door hem wordt gedefinieerd als het hoogste zelfstandige Goed.
In Die Religion innerhalb der Grenzen der bloßen Vernunft (1793) behandelt hij vervolgens het onderscheid tussen onder meer openbaringsreligie en rationele religie (waarbij natuurlijke religie een vorm van de laatste categorie is). Hij positioneert zichzelf als een individu dat langs de weg van de rationele religie tot het wezenlijke inzicht van de religie überhaupt is gekomen, namelijk de erkenning van al onze plichten; in de context van de onderhavige thematiek formuleert hij het op theologische wijze met de toevoeging: de erkenning van al onze plichten als goddelijke geboden. Echter, alle vormen van religie, ook de openbaringsreligie, leiden volgens hem tot datzelfde doel.
Toch bleef een natuurlijk theologisch denken waarin het argument van ontwerp centraal stond tot diep in de 19de eeuw verder leven. Vooral het werk Natural Theology van William Paley was bijzonder populair en had veel invloed. Mede onder invloed van de opkomst van de evolutietheorie werd dit pad verlaten. Recent is de invloed van Paley terug te zien in de stroming intelligent design.

## Natuurlijke theologie in de hedendaagse tijd
Door de opkomst van het neothomisme begon de natuurlijke theologie eind 19de eeuw aan een opmars in katholieke kringen. Onder invloed van het het existentialisme verloor de natuurlijke theologie echter na de Tweede Wereldoorlog snel veel invloed.
In de protestantse theologie bleef de natuurlijke theologie meestal verdacht. In 1934 ontbrandde een discussie tussen Karl Barth en Emil Brunner over de mogelijkheid van natuurlijke godskennis en daarmee over het onderscheid tussen algemene (natuurlijke) en bijzondere (bovennatuurlijke) openbaring. Zowel dit onderscheid als de mogelijkheid van een aanknopingspunt tussen beide spelen onder meer een rol en de gereformeerde dogmatiek van Herman Bavinck.
Barth verwierp de mogelijkheid van een natuurlijke godskennis. Volgens hem is God slechts door God te kennen; dat wil zeggen, door Jezus Christus. Brunner handhaafde een zekere natuurlijke theologie. In zijn boek Natur und Gnade schrijft hij dat het voor de mens mogelijk blijft God te onderscheiden in de natuur en in de geschiedenis. Er is een "Anknüpfungspunkt": de mens heeft al enig idee waar de openbaring over gaat. Aanknopingspunt is in de theologie de term die aanduidt dat er in het mens-zijn bepaalde gegevenheden zijn waarbij het verlossend handelen van God kan 'aanknopen'. Het evangelie is gericht op de mens die al weet wat "zonde", "vergeving" en "bekering" ongeveer betekenen. De openbaring schenkt een dieper inzicht, maar bouwt voort op een bestaand menselijk bewustzijn.
Barth reageerde op deze ideeën met het kortste antwoord uit de geschiedenis van de theologie: "Nein!"
Een belangrijke vernieuwing in de natuurlijke theologie leverde de metafysica van de filosoof Alfred North Whitehead. Zijn ideeën over God werden verder ontwikkeld door Charles Hartshorne en gaven aanleiding tot een nieuwe theologische stroming waarin de natuurlijke theologie een belangrijke plaats inneemt: de procestheologie. John B. Cobb ontwierp op die manier een christelijke natuurlijke theologie.